# The Flying Rebollos
The Flying Rebollos es un grupo español de música rock fundado en Portugalete en 1990. The Flying Rebollos empezaron a principios de los 1990 con la maqueta Me vi a matar, en la que ya aparecía «Modesta» una de sus canciones más populares. Su primer álbum fue Verano de perros con GOR y su segundo y último Esto huele a pasta en 1997, publicado en DRO.
Tras su disolución varios miembros del grupo como Miguel Colino entre otros, colaboraron en el primer disco de Fito & Fitipaldis A puerta cerrada (1998). También Roberto Iniesta, cantante de Extremoduro, y Fito Cabrales colaboraron en la canción «Mis amigos».

## Formación
La formación (que sufrió algunos cambios) contaba entre otros con Edorta Arostegui (voz y letras), Txus Alday (guitarra), Gorka Bringas (guitarra), Johnny Control (guitarra), Xabier Arretxe Polako (batería) y Lalo (armónica).

## Discografía
- Verano De Perros Publicado el 29 de julio de 1993
- ¡Esto huele a pasta! Publicado en 1997

Además de los dos álbumes "oficiales", los Flying Rebollos publicaron:
- La maqueta Me vi a matar, febrero de 1992.
- El sencillo Candela, junio de 1993.
- El sencillo Vete, febrero de 1998.
- El sencillo Cuatro acordes, mayo de 1998.

## Pasado reciente
Hash fue una banda también de Portugalete formada, entre otros, por varios miembros de los Flying (como Lalo, a la armónica, o Txus Alday, guitarra), junto con Iñaki Pérez Larrinaga a la voz y letras. Sacaron un primer disco de rock-blues en inglés con lastrecordings, en 2005, y un segundo, Have A Sweet Hell (Warner, 2008),  en el que se incluían algunas canciones en castellano. Después de actuar en grandes festivales como el Azkena Rock o el BBKLive, Hash se disolvieron a finales de 2009.